# Bulnes (kommun)
Bulnes är en kommun i Chile.   Den ligger i provinsen Diguillín och regionen Ñuble, i den södra delen av landet, 400 km söder om huvudstaden Santiago de Chile. Antalet invånare är 20 763. Arean är 425 kvadratkilometer.
Terrängen i Bulnes är platt.
Trakten runt Bulnes består till största delen av jordbruksmark. Runt Bulnes är det ganska glesbefolkat, med 21 invånare per kvadratkilometer.